# Рудник Ягуар
Рудник Ягуар – колишній гірничодобувний майданчик на південному заході Австралії. Складова частина проекту Ягуар.
Поліметалічне (цинково-мідно-срібне) родовище Ягуар виявили в 2002-му та ввели в дію у 2007 році. Розробка велась підземним способом з доступом до виробіток через транспортний ухил завдовжки 1,8 кілометра, який досягнув глибини у 300 метрів. Вилучена руда постачалась на збагачувальну фабрику Ягуар. Проектна потужність копальні становила 0,4 млн тонн руди на рік.
Видобуток на Ягуар завершився в 2012 році (офіційне закриття копальні припало на 2015 рік). Всього з родовища вилучили 1,78 млн тонн руди, яка в середньому містила 7,7% цинку, 2,7% міді та 87 грамм срібла на тонну.
Проект Ягуар реалізувала компанія Jabiru Metals, що в 2011-му продала його Independence Group NL (також відома як IGO).
В середині 2023-го новий власник компанія Aeris Resources Limited оголосила, що планується відновити роботи на руднику Ягуар з метою вилучення 0,84 млн тонн руди, яка містить 19 тисяч тонн міді, 39 тисяч тонн цинку та біля 50 тонн срібла. У цьому ж повідомленні зазначалось, що вже розпочато осушення затоплених виробіток, втім, станом на початок 2025 року проект так і не був реалізований.